# União das Freguesias de Avidagos, Navalho e Pereira
Die União das Freguesias de Avidagos, Navalho e Pereira ist eine portugiesische Gemeinde (Freguesia) im Kreis (Concelho) Mirandela, Distrikt Bragança, im Nordosten Portugals.
Insbesondere seit den 1960er Jahren ist die Gemeinde, wie auch insgesamt die strukturschwache Region Alto Trás-os-Montes, durch Abwanderung (insbesondere nach Frankreich und Luxemburg) und Überalterung gekennzeichnet.

## Geschichte
Die Gemeinde entstand im Zuge der Gebietsreform vom 29. September 2013 durch die Zusammenlegung der ehemaligen Gemeinden Avidagos, Navalho und Pereira. Avidagos wurde Sitz der neuen Verwaltung.
Seit 2014 findet die „Feira do Queijo e do Mel“, der öffentlichkeitswirksame Käse- und Honigmarkt der Gemeinde statt. In jedem Jahr richtet eine andere Ortschaft der Gemeinde die Messe aus, um sowohl die traditionelle Lebensmittelherstellung und das Kunsthandwerk der Region, als auch das gesellschaftliche und wirtschaftliche Leben in der ländlichen Gemeinde zu fördern. Dabei stellen sich lokale Unternehmen und Initiativen mit ihren Produkten vor, und es gibt gastronomische und kulturelle Angebote, teils mit Volksfestcharakter. Damit soll auch die Akzeptanz der neuen Gesamtgemeinde verbessert werden. Zuletzt war Avidagos Gastgeber (2019).

## Demographie
| Freguesia | Freguesia                   | Freguesia | Freguesia       | ehemalige Freguesias | ehemalige Freguesias | ehemalige Freguesias | ehemalige Freguesias |
| --------- | --------------------------- | --------- | --------------- | -------------------- | -------------------- | -------------------- | -------------------- |
| Wappen    | Freguesia                   | Einwohner | Fläche in (km²) | Wappen               | Freguesia            | Einwohner            | Fläche in (km²)      |
|           | Avidagos, Navalho e Pereira | 446       | 33,16           |                      | Avidagos             | 245                  | 17,45                |
|           | Avidagos, Navalho e Pereira | 446       | 33,16           | Navalho              | 96                   | 8,47                 |                      |
|           | Avidagos, Navalho e Pereira | 446       | 33,16           | Pereira              | 187                  | 7,25                 |                      |